# East Side Story (Beverly Hills, 90210)
East Side Story is de veertiende aflevering van het eerste seizoen van het tienerdrama Beverly Hills, 90210, die voor het eerst werd uitgezonden op 14 februari 1991. De titel refereert aan de Amerikaanse film West Side Story uit 1961).

## Verhaal
De familie Walsh staat toe dat de jonge Latina Karla Montez haar adres gebruikt, zodat ze aangenomen wordt op West Beverly High. Brandon voelt zich tot haar aangetrokken, maar hij begint al snel te vermoeden dat ze iets verbergt. Ze wordt namelijk constant achtervolgd door een onidentificeerbare man. Later veroorzaakt deze een scène als ze drank serveert op een feest van Jim. Brandon denkt dat Karla uitgebuit wordt.

## Rolverdeling
- Jason Priestley - Brandon Walsh
- Shannen Doherty - Brenda Walsh
- Jennie Garth - Kelly Taylor
- Ian Ziering - Steve Sanders
- Gabrielle Carteris - Andrea Zuckerman
- Luke Perry - Dylan McKay
- Brian Austin Green - David Silver
- Douglas Emerson - Scott Scanlon
- Tori Spelling - Donna Martin
- Carol Potter - Cindy Walsh
- James Eckhouse - Jim Walsh
- Joe E. Tata - Nat Bussichio
- Karla Montana - Karla Montez
- Luisa Leschin - Anna Rodriguez